# Plautius Quintillus
Plautius Quintillus war ein römischer Politiker und Senator des 2. Jahrhunderts n. Chr.
Wahrscheinlich war Quintillus Italiker und ein Sohn des Lucius Epidius Titius Aquilinus, Konsul im Jahr 125, und der Avidia Plautia. Im Jahr 159 wurde Quintillus ordentlicher Konsul.
Seine Ehefrau war Ceionia Fabia, eine Tochter des designierten Nachfolgers Kaiser Hadrians, Lucius Aelius Caesar. Sein Sohn Marcus Peducaeus Plautius Quintillus wurde in Familie der Peducaei Priscini adoptiert.